# Emely Reuer
Emely Reuer, auch Emily Reuer oder Emilie Reuer, (* 30. November 1941 in Braunschweig; † 25. Oktober 1981 in München) war eine deutsche Schauspielerin, Hörspiel- und Synchronsprecherin.

## Leben
Emely Reuer, Tochter eines Fabrikanten, nahm nach eigenen Angaben heimlich Schauspielunterricht und hatte ihre ersten Theaterauftritte in Bochum, Konstanz und Basel. Danach erhielt sie ein Engagement am Münchner Residenztheater. Bekannt wurde sie nach einigen kleineren Fernsehrollen in den Jahren 1968 bis 1970 als Kriminalassistentin Helga Lauer in der ZDF-Krimiserie Der Kommissar, in der sie an 18 Folgen mitwirkte. Warum ihre Figur ab Folge 27 ersatzlos gestrichen wurde, ist unbekannt.
Es folgten Rollen in Erotikfilmen, die sich damals Beliebtheit erfreuten, und weiteren Fernsehproduktionen sowie Aufgaben als Synchronsprecherin. Sie synchronisierte unter anderen Jill Clayburgh (La Luna), Andréa Ferréol (Die letzte Metro), Jean Harlow (Der öffentliche Feind) und Marie Colbin (Fernsehserie Bekenntnisse des Hochstaplers Felix Krull). Außerdem lieh sie von 1974 bis 1979 in der deutschen Fassung von drei James-Bond-Filmen Lois Maxwell (Miss Moneypenny) ihre Stimme. Sie war auch Sprecherin in Hörspielen und spielte an mehreren Theatern in München, darunter die Münchner Kammerspiele. Zu ihren letzten Fernsehrollen zählte die Darstellung der Mutter in der Fernseh-Adaption von Emmy von Rhodens Der Trotzkopf.
Als Auszeichnung erhielt Reuer 1970 den Goldenen Bambi der Zeitschrift Bild+Funk.
Sie war vom 11. Juni 1965 bis zur Scheidung im Jahr 1969 mit dem Schauspieler Hans Cossy verheiratet. Danach lebte sie mit dem Regisseur Helmuth Ashley zusammen. Mit ihm drehte sie u. a. den Spionagethriller Kim Philby war der dritte Mann.
In ihren letzten Lebensjahren litt Reuer an den Folgen der Erbkrankheit Chorea Huntington. Sie starb im Alter von 39 Jahren an einer Hirnblutung. Ihr Grab befindet sich auf dem Friedhof von Stadt Hornburg, einem Ortsteil von Schladen-Werla.

## Filmografie (Auswahl)
- 1965: Die Liebesquelle
- 1965: Bernhard Lichtenberg (Fernsehfilm)
- 1965: Das Kriminalmuseum: Der Brief (Fernsehserie)
- 1965: Sie schreiben mit: Finderlohn ganz groß (Fernsehserie)
- 1966: Johannisnacht (Fernsehfilm)
- 1966: Die seltsamen Methoden des Franz Josef Wanninger: Kavaliere (Fernsehserie)
- 1966: Die fünfte Kolonne: Mord auf Befehl (Fernsehserie)
- 1967: Von null Uhr eins bis Mitternacht – Formel X
- 1969–1970: Der Kommissar (Fernsehserie, mehrere Folgen)
- 1969: Kim Philby war der dritte Mann (Fernsehfilm)
- 1971: Großstadtprärie
- 1971: Erotik im Beruf – Was jeder Personalchef gern verschweigt
- 1972: Krankenschwestern-Report
- 1976: Notarztwagen 7 (Fernsehserie)
- 1977: Derrick: Via Bangkok (Fernsehserie)
- 1977: Sonderdezernat K1: 2:1 fürs SK1 (Fernsehserie)
- 1978: Der Alte: Nachtmusik (Fernsehserie)
- 1979: Derrick: Die Puppe (Fernsehserie)
- 1979: Verwirrung der Gefühle (Fernsehfilm)
- 1979: Lena Rais
- 1981: Der Trotzkopf (Fernsehserie)
- 1981: Die Rosen von Dublin (Fernsehserie)

## Hörspiele (Auswahl)
- 1967: Ein Fall für Dr. Dahlberg
- 1968: Mit eigenen Augen
- 1969: Der Herbstzeitlose
- 1971: Drei Kugeln ins Herz
- 1971: Köpfchen, Köpfchen
- 1976: Operation Minerva
- 1978: Finden Sie, dass Constanze sich richtig verhält?
- 1979: Elmar Podlech: Trümmer überall (Ursula) – Regie: Walter Adler (Original-Hörspiel – BR)
- 1979: Richard Austin: Schrecksekunden – Regie: Ferry Bauer (Originalhörspiel, Kriminalhörspiel – ORF Oberösterreich)
- 1979: Bürohörspiel
- 1979: Fritz Meingast: Gerichtstag in Braunau – Regie: Ferry Bauer (Hörspiel – ORF Oberösterreich)
- 1979: Mac Guffin
- 1979: Ein Mädchen oder Weibchen
- 1980: Signale aus dem Dunkelfeld. Eine Begegnung mit nichtmenschlicher Intelligenz
- 1980: Happy End
- 1980: Ich werde schuld sein
- 1981: Eva Maria Mudrich: Das Haus am Meer – Regie: Ferry Bauer (Science-Fiction-Hörspiel – ORF Oberösterreich)
- 1981: Die schwarze Witwe von Loudun
- 1982: Per Anhalter ins All